# Agave millspaughii
Agave millspaughii ist eine Pflanzenart aus der Gattung der Agaven (Agave).

## Beschreibung

### Vegetative Merkmale
Agave millspaughii wächst stammlos mit einzelnen Rosetten. Ihre grünen, etwas  glänzenden, schmal verkehrt lanzettlichen Laubblätter sind konkav. Die Blattspreite ist bis zu 125 Zentimeter lang und 15 Zentimeter breit. Der Blattrand ist fast gerade. An ihm befinden sich 3 bis 5 Millimeter lange, braune bis fast schwarze Randzähne, die 15 bis 25 Millimeter voneinander entfernt stehen. Die schmal dreieckigen, geraden oder ausgebreiteten oder manchmal zurückgeschlagenen Randzähne besitzen gelegentlich aufgebogene Spitzen und sind an ihrer Basis kaum linsenförmig. Der rotbraune, ziemlich matte, glatte Enddorn ist konisch, gerade und bis etwa zu seiner Mitte gefurcht oder er besitzt einwärts gebogenen Ränder. Er ist 15 bis 20 Millimeter lang und herablaufend.

### Blütenstände und Blüten
Der längliche, „rispige“ Blütenstand erreicht eine Länge von etwa 10 Meter. Die Teilblütenstände befinden sich an etwas ansteigenden Ästen in den oberen zwei Dritteln des Blütenstandes. Die etwa 50 Millimeter langen Blüten stehen an etwa 10 Millimeter langen Blütenstielen. Ihre Perigonblätter sind gelb, 15 bis 20 Millimeter lang und 4 Millimeter breit. Die konische Blütenröhre weist eine Länge von etwa 7 Millimeter auf. Der spindelförmige Fruchtknoten ist 25 Millimeter lang.

### Früchte
Die kurz länglichen Früchte sind 2 bis 3,5 Zentimeter lang. Sie sind kurz gestielt und geschnäbelt.

## Systematik und Verbreitung
Agave millspaughii ist auf den Bahamas in niedrigen Hainen und im Buschland verbreitet.
Die Erstbeschreibung durch William Trelease wurde 1913 veröffentlicht.

## Nachweise